# Рюрик (крейсер, 1906)
Рюрик (Рюрик II) — броненосный крейсер российского Императорского флота. Построен в Англии на верфях компании Vickers в городе Барроу-ин-Фёрнесс. Заказан в июле 1905 года, заложен 22 августа 1905 года, спущен на воду 4 ноября 1906 года, полностью готов к июлю 1909 года. Рюрик был последним и самым большим из кораблей такого класса в России.

## Конструкция
Корпус «Рюрика» разделялся на отсеки 30 водонепроницаемыми переборками.
Крейсер имел три непрерывных палубы — верхнюю, среднюю и нижнюю.
Для уменьшения бортовой качки «Рюрик» был оснащён двумя скуловыми килями длиной по 60 м высотой 0,76 м.
Руль балансирный, общая площадь его составляла 26,5 м².

### Вооружение
«Рюрик» нес двухкалиберную главную артиллерию.
8" орудие разработано в сотрудничестве Обуховского сталелитейного завода и фирмы «Виккерс». В 8-дм орудиях длиной ствола 50 калибров применялся поршневой затвор системы Велина, позволивший вдвое увеличить скорострельность. 8" артиллерия должна обеспечить в эскадренном бою поражение противника фугасными снарядами, а 10" орудия посредством бронебойных снарядов поражать в жизненно важные части.
10-дм пушку длиной в 50 калибров англичане разработали полностью, но по русским тактико-техническим заданиям (общий проект 10"/50 орудия, разработанный Бринком, был передан «Виккерс» для выяснения возможности его адаптации к технологиям компании). Характерна система скрепления длинными кольцами, хотя в английской практике господствовала проволочная конструкция скрепления. Нарезка, как и у 10"/45 прототипа, была постоянной крутизны, с углом наклона в 6°, ход нарезов равнялся 30 калибрам. Наибольший угол возвышения составлял 35°, а склонения 5°. Наибольшая дальность стрельбы на угле возвышения +35° составляла 117 кабельтовых. В боекомплект мирного времени 10"/50 входило по 80 выстрелов (место предусматривалось на 96 выстрелов) картузного заряжания на орудие.
Проектирование башен, осуществлялось компанией «Виккерс» по техническим условиям, выработанным МТК для 12" и 8" установок броненосца «Андрея Первозванного».
Боекомплект 8" орудий (по 110 выстрелов на орудие) составляли фугасные снаряды «образца 1907 г.» двух типов: с головным и донным взрывателями.
Противоминная артиллерия «Рюрика» состояла из 20 120-мм/50 орудий системы «Виккерса» на центральном штыре.
Также крейсер нёс четыре 47-мм салютные пушки. Позднее их установили по одной на крышах 8" башен, чтобы они выполняли две функции: салютных и практических орудий.

### Бронирование
Горизонтальная защита располагалась в трех уровнях — полубак над батареей 120-орудий имел толщину в 25 мм (настилка в носу выполнялась из 10-мм листов), средняя палуба на всем протяжении, за исключением участка кормового каземата 38-мм (25 мм в корме), нижняя, как и полубак в середине корпуса, из плит в 25 мм. Скосы нижней палубы к нижней кромке бортовой брони имели толщину 38 мм — поверх отогнутого книзу края 25-мм нижней палубы накладывались листы в 13 мм.
Основой конструктивной подводной защиты «Рюрика» была трюмная подводная переборка, простиравшаяся по всей длине цитадели крейсера. Толщина её составляла 38 мм, выполнялась она из стали повышенного сопротивления.

### Силовая установка
Крейсер оснащен двумя 4-цилиндровыми машинами тройного расширения (каждая приводила в действие свой вал), которые имели общую мощность 19 700 индикаторных лошадиных сил и были рассчитаны на максимальную скорость 21 узел. Машины приводились в действие 28 водотрубными котлами Бельвиля. Наибольшая скорость во время ходовых испытаний равнялась 21,43 узла при 142,6 об/мин и мощности 20 580 л. с.  Полный запас топлива: 2000 т угля и 200 т нефти, его хватало на 6100 морских миль на ходу 10 узлов (19 км/ч). Котлы размещались по четыре в ряд в четырёх поперечных котельных отделениях (по восемь в трех первых и четыре в кормовом), дым из которых выводился в три трубы.

## Служба

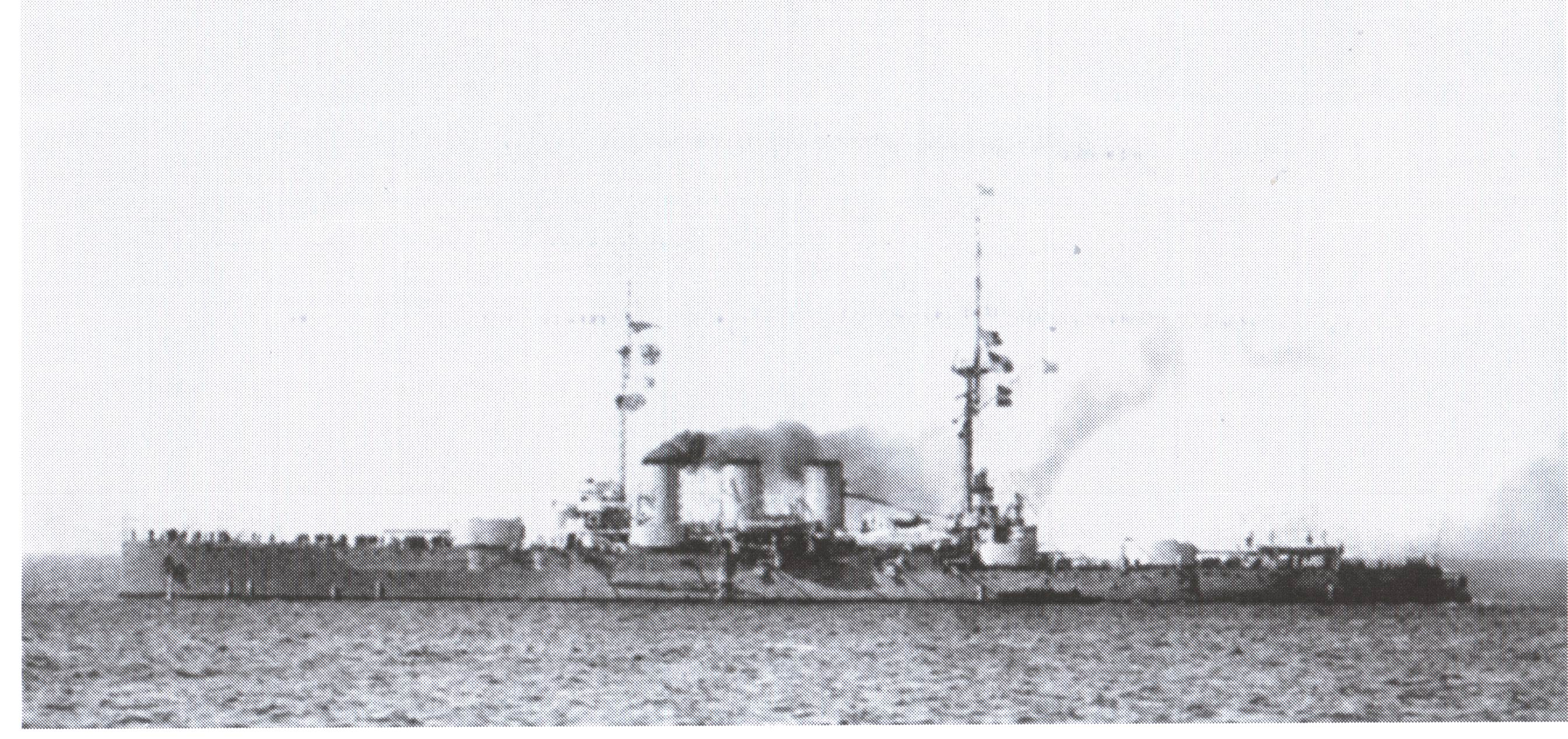
Броненосный крейсер «Рюрик»

Рюрик являлся флагманом Балтийского флота и с самого начала Первой мировой войны принимал активное участие в боевых действиях на Балтийском море. Вёл артиллерийскую перестрелку с немецкими кораблями, выставлял минные заграждения. 20 ноября 1916 года у острова Готланд подорвался на мине, своим ходом дошёл до Кронштадта где ремонтировался 2 месяца. Участвовал в знаменитом Ледовом походе Балтийского флота. После Октябрьской революции орудия с Рюрика были сняты, а сам крейсер был продан на металл.

## Командиры крейсера Рюрик
- хх.хх.1906 — 28.08.1906 — капитан 1-го ранга Н. О. Эссен
- 28.08.1906 — хх.хх.1908 капитан 1-го ранга К. В. Стеценко
- хх.хх.1908 — хх.хх.1910 — капитан 1-го ранга А. П. Угрюмов
- 22.11.1910 — хх.хх.1911 — капитан 1-го ранга И. А. Шторре
- 22.11.1911 — 24.12.1914 — капитан 1-го ранга М. К. Бахирев
- 24.12.1914 — хх.хх.1917 — капитан 1-го ранга А. М. Пышнов
- 1917—1918 капитан 1-го ранга В. И. Руднев

## Оценка проекта
| Заложен                                      | 1905               | 1905                  | 1905                | 1905              | 1903               | 1905              |
| Вступил в строй                              | 1907               | 1908                  | 1907                | 1908              | 1906               | 1909              |
| Размерения, м (Д×Ш×О)                        | 137,1×23×8         | 158,2×22,7×7,91       | 144,6×21,6×8,17     | 161,2×22,86×7,92  | 153,8×22,2×7,62    | 140,5×21,0×7,1    |
| Водоизмещение нормальное                     | 13 750 ts          | 14 595 ts             | 11 616 т            | 15 170 т          | 14 500 ts          | 9 832 т           |
| Полное                                       | 15 646 ts          | 16 085 ts             | 12 985 т            | 18 500 т          | 15 715 ts          | 10 600 т          |
| Силовая установка                            |                    |                       |                     |                   |                    |                   |
| Мощность номинальная, л. с. (скорость, узлы) | 20 500 (20,5)      | 27 000 (23)           | 26 000 (22,5)       | 19 700 (21)       | 23 000 (22)        | 20 000 (23)       |
| Максимальная, л. с. (скорость, узлы)         | 20 736 (20,5)      |                       | 28 783 (23,5)       | 20 580 (21,43)    | 26 963 (22,2)      | 20 808 (23,47)    |
| Дальность плавания, миль (на ходу, узлов)    |                    | 2920 (20,5) 8150 (10) | 4800 (14) 5120 (12) | 6100 (10)         | 6500 (10)          | 2500 (12)         |
| Бронирование, мм                             |                    |                       |                     |                   |                    |                   |
| Борт                                         | 178                | 152                   | 150                 | 152               | 127                | 200               |
| Палуба                                       | 51                 | 38                    | 60                  | 25 + 38 + 25      | 37                 | 50                |
| Башни                                        | 178                | 203                   | 170                 | 203               | 229                | 180               |
| Вооружение                                   | 4×305-мм 12×152-мм | 4×234-мм 10×190-мм    | 8×210-мм 6×150-мм   | 4×254-мм 8×203-мм | 4×254-мм 16×152-мм | 4×254-мм 8×190-мм |

Примечания к таблице
1. ↑  на скосах 102 мм

По противоминной артиллерии русский крейсер уверенно оставлял позади всех своих зарубежных одноклассников.